# سانست ولی (تگزاس)
سانست ولی، تگزاس (به انگلیسی: Sunset Valley, Texas) یک شهر در ایالات متحده آمریکا با جمعیت ۳۶۵ نفر است که در تگزاس واقع شده‌است.

## نگارخانه

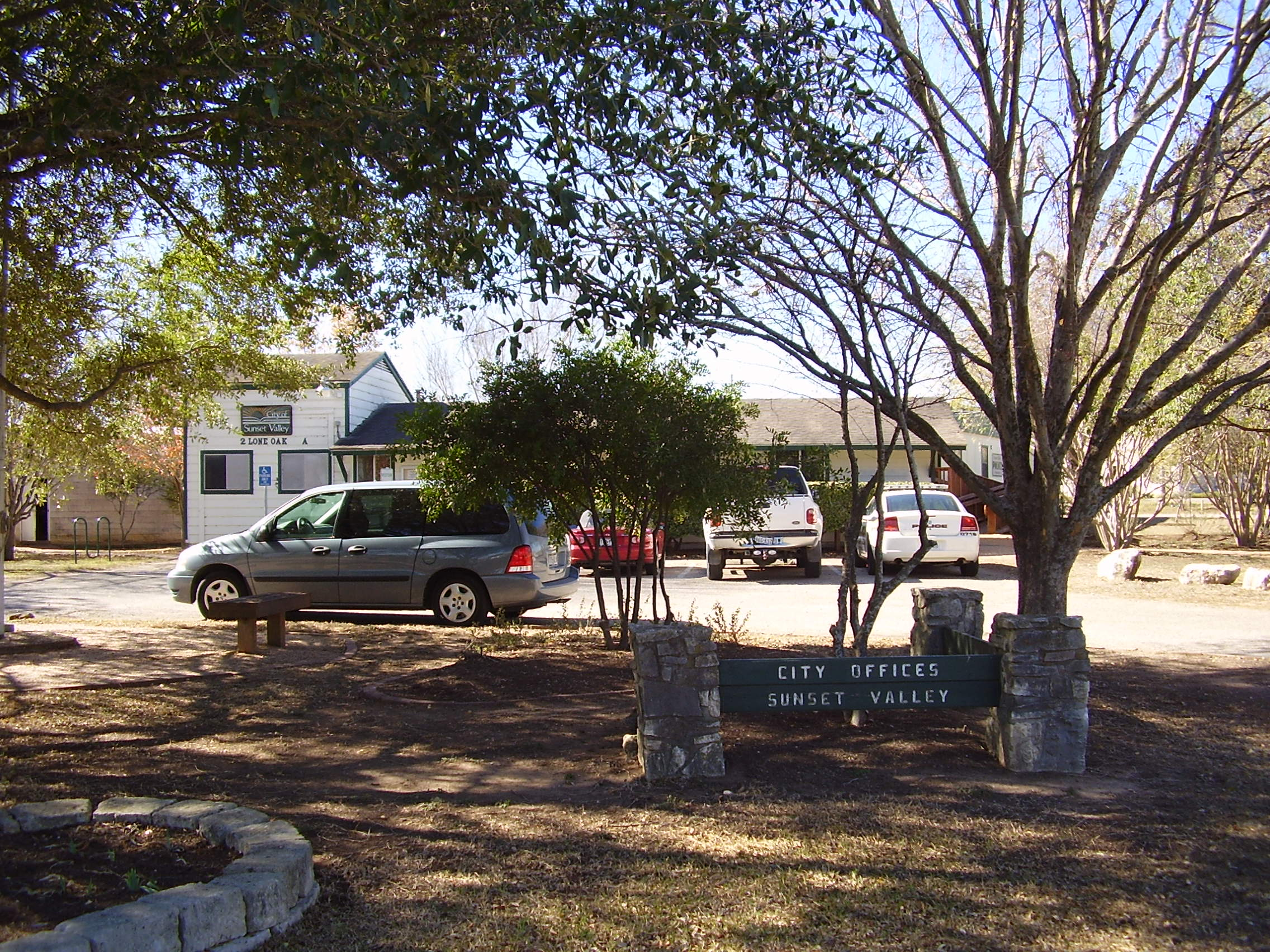
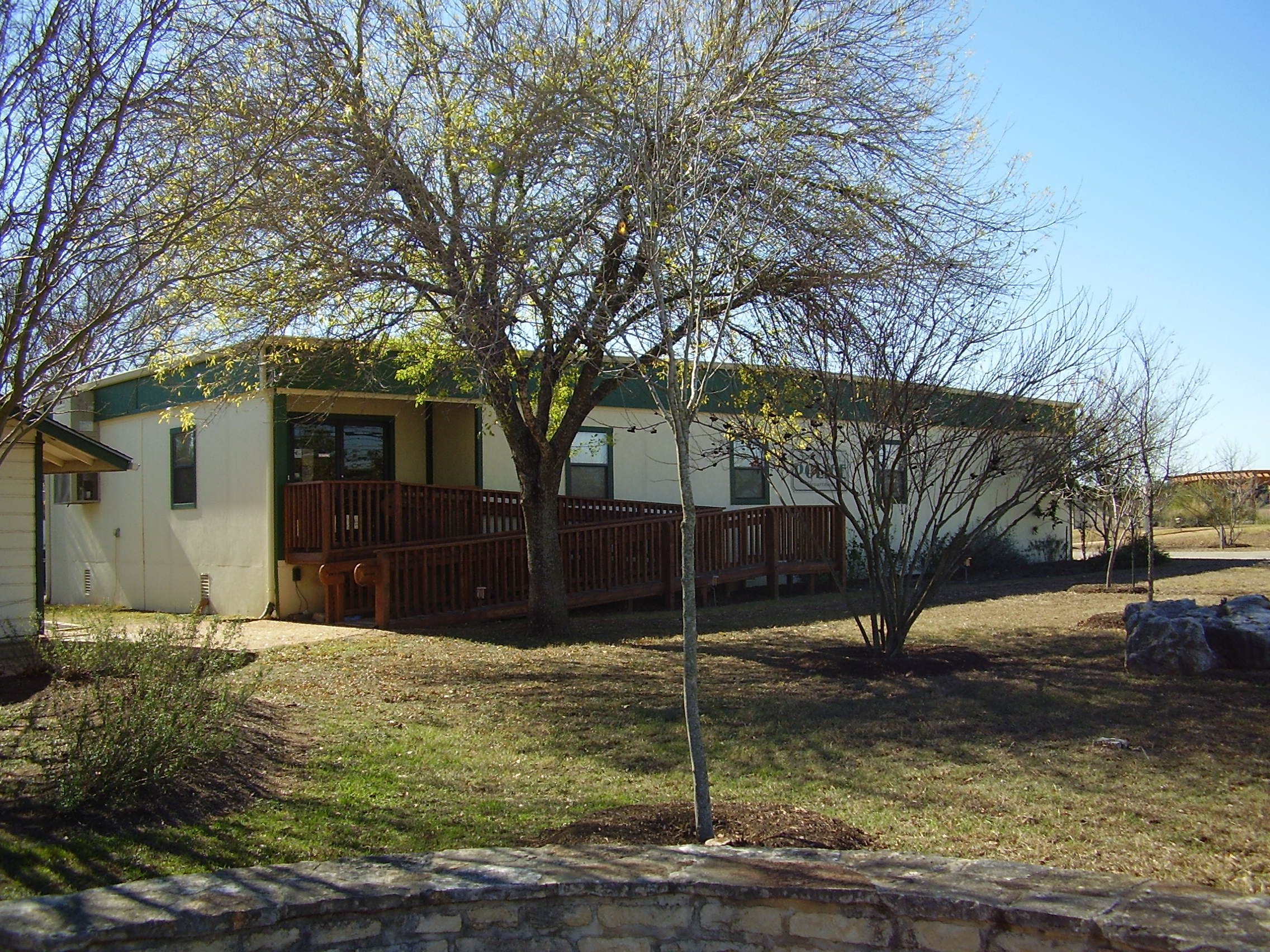